# Форстер, Джордон
Джо́рдон Фо́рстер (англ. Jordon Forster; род. 23 сентября 1993, Эдинбург) — шотландский футболист, защитник клуба «Данди».

## Карьера
Подписав контракт с «Фалкирком» перед сезоном 2011/12, он был отдан в аренду «Бервик Рейнджерс» из города Берик-апон-Туид.
Проведя в этом клубе до конца сезона, Джордон переходит в «Ист Файф» также на правах аренды, где проводит половину сезона 2012/13.
Вернувшись в «Хиберниан», попал в основной состав на матч финала Кубка Шотландии с «Селтиком» из Глазго.

## Достижения
«Хиберниан»
- Финалист Кубка Шотландии: 2012/13

## Статистика
| Клуб                      | Сезон            | Лига Шотландии | Лига Шотландии | Кубок Шотландии | Кубок Шотландии | Кубок Лиги | Кубок Лиги | Европейские турниры | Европейские турниры | Всего | Всего |
| Клуб                      | Сезон            | Игры           | Голы           | Игры            | Голы            | Игры       | Голы       | Игры                | Голы                | Игры  | Голы  |
| ------------------------- | ---------------- | -------------- | -------------- | --------------- | --------------- | ---------- | ---------- | ------------------- | ------------------- | ----- | ----- |
| Хиберниан                 | 2011/12          | 0              | 0              | 0               | 0               | 0          | 0          | 0                   | 0                   | 0     | 0     |
| Хиберниан                 | 2012/13          | 3              | 0              | 1               | 0               | 0          | 0          | 0                   | 0                   | 4     | 0     |
| Хиберниан                 | 2013/14          | 25             | 4              | 2               | 0               | 0          | 0          | 2                   | 0                   | 29    | 4     |
| Хиберниан                 | Всего            | 28             | 4              | 3               | 0               | 0          | 0          | 2                   | 0                   | 33    | 4     |
| Бервик Рейнджерс (аренда) | 2011/12          | 10             | 2              | 0               | 0               | 0          | 0          | 0                   | 0                   | 10    | 2     |
| Ист Файф (аренда)         | 2012/13          | 12             | 0              | 0               | 0               | 0          | 0          | 0                   | 0                   | 12    | 0     |
| Всего за карьеру          | Всего за карьеру | 50             | 6              | 3               | 0               | 0          | 0          | 2                   | 0                   | 55    | 6     |